# 学校法人新潟総合学園
学校法人新潟総合学園（がっこうほうじんにいがたそうごうがくえん）とは、新潟県新潟市北区島見町に本部を置く学校法人である。NSGグループの一翼を担い、新潟医療福祉大学、新潟食料農業大学、事業創造大学院大学を運営する。新潟県内の32専門学校からなるNSGカレッジリーグを運営する学校法人新潟総合学院とは、同一グループではあるが別法人である。

## 沿革
- 2000年　学校法人新潟総合学園寄附行為認可、新潟医療福祉大学設置認可
- 2001年　新潟医療福祉大学開学
- 2004年　新潟医療福祉大学大学院設置認可
- 2005年　新潟医療福祉大学内に大学院医療福祉学研究科開設、事業創造大学院大学設置認可
- 2006年　事業創造大学院大学開学
- 2017年　新潟食料農業大学設置認可
- 2018年　新潟食料農業大学開学

## 運営校

### 新潟医療福祉大学
- 2001年設置
- 本部：新潟県新潟市北区島見町1398

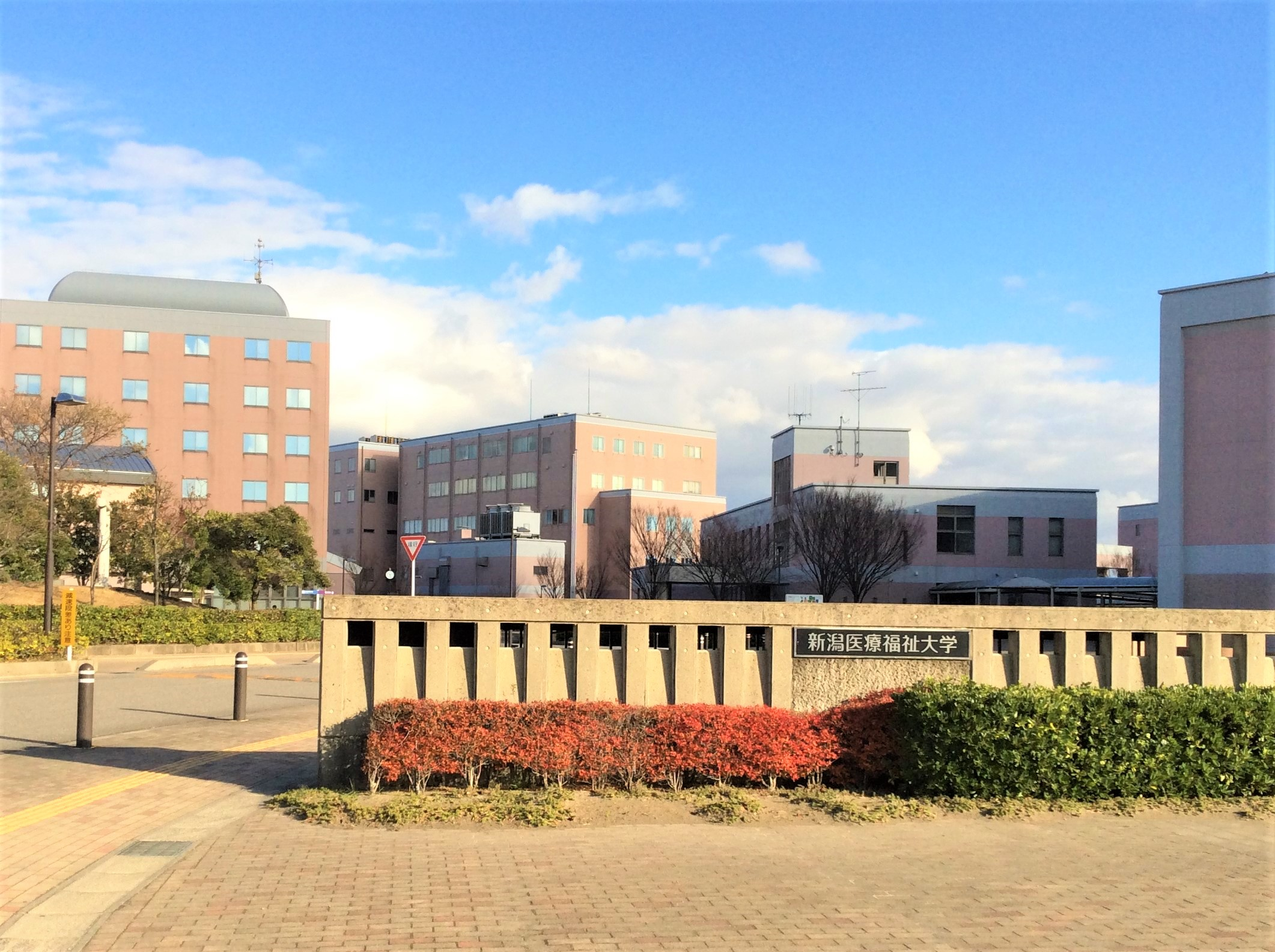
新潟医療福祉大学

- 収容定員：3,934人（2017年4月現在）
- 学部
  - リハビリテーション学部
  - 医療技術学部
  - 健康科学部
  - 看護学部
  - 社会福祉学部
  - 医療経営管理学部
- 大学院
  - 医療福祉学研究科

### 新潟食料農業大学
- 2018年設置
- 本部：新潟県新潟市北区島見町字上割地
- 収容定員：720人（2018年4月現在）
- 学部
  - 食料産業学部
    - 食料産業学科
      - アグリコース
      - ビジネスコース
      - フードコース
- 大学院
  - 地域共生学研究科（2022年設置予定）

### 事業創造大学院大学
- 2006年設置

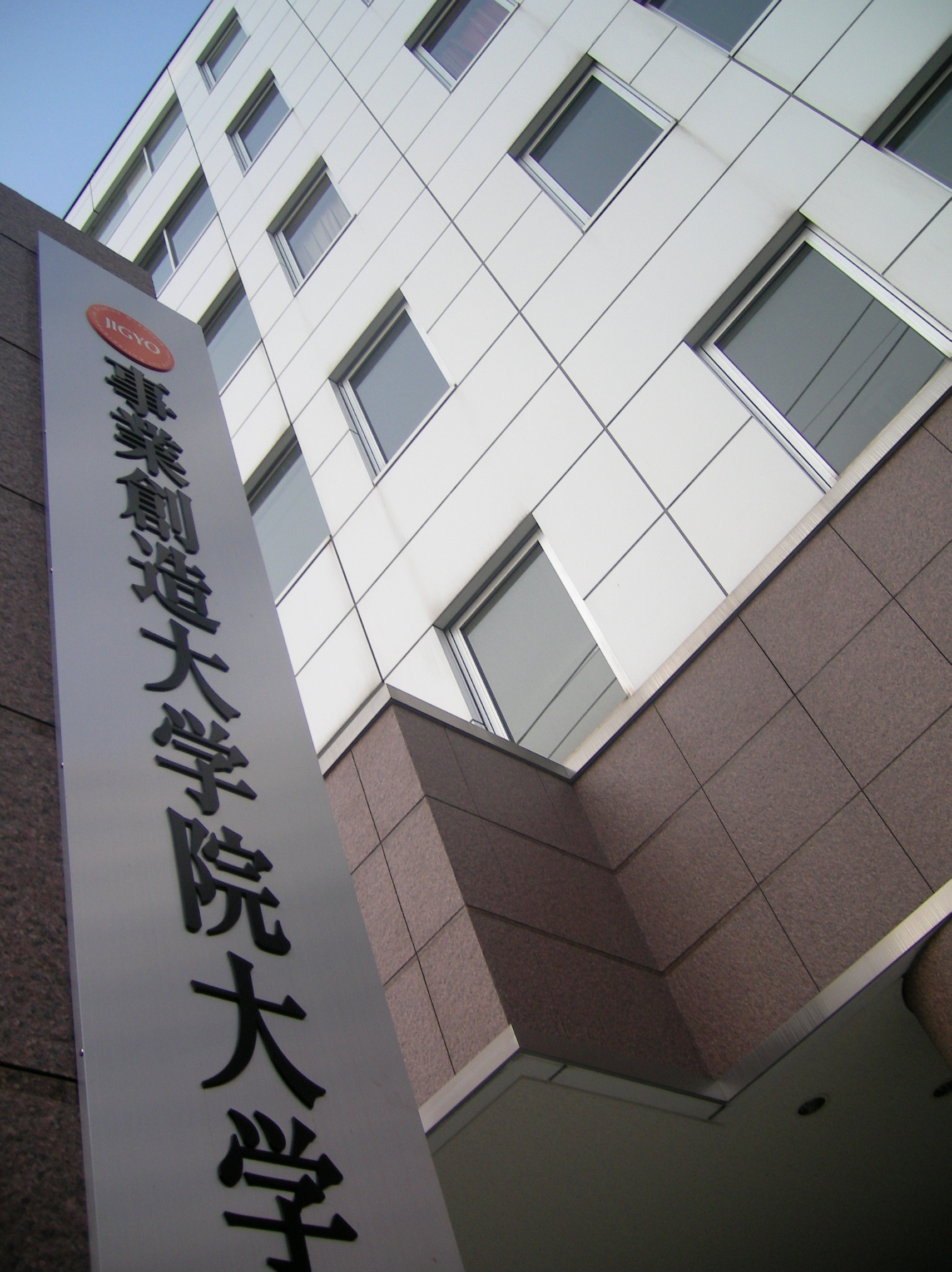
事業創造大学院大学

- 本部：新潟県新潟市中央区米山三丁目1番46号
- 収容定員：160人（2017年4月現在）
- 大学院
  - 事業創造研究科
    - 事業創造専攻（専門職学位課程）

## 経営
理事長は池田弘が務めており、理事会は理事8名、監事2名、評議員17名で構成される。2017年5月現在の教員数は270名、職員数は113名。
2016年度の財務状況をみると、資金収入は150億8,967万円（前年度繰越金52億4,573万円を含む）に達し、次年度繰越金として57億5,800万円を保有し（前年度比+9.6％）、経常収支差額は7.7億円の黒字、資産は270.0億円（前年度比+0.5％）、負債は69.4億円（未完成学科の学年進行が進み前年度比-8.0％）と、良好な状況を維持している。
各年度の事業活動の黒字分は基本金（校地・校舎や設備の取得・改修のための資金等）に組み入れられている。2016年度の基本金は226億9,704万円であった。
| 年度     | 教育活動事業  | 教育活動事業  | 教育活動外事業 収支差額 | 経常収支差額 | 特別収支     | 基本金組入額   |
| 年度     | 収入          | 支出          | 教育活動外事業 収支差額 | 経常収支差額 | 特別収支     | 基本金組入額   |
| -------- | ------------- | ------------- | ----------------------- | ------------ | ------------ | -------------- |
| 2013年度 | 57億7,293万円 | 48億9,166万円 | △5,872万円              | 8億 771万円  | 645万円      | △11億2,961万円 |
| 2014年度 | 61億8,416万円 | 52億4,232万円 | △7,359万円              | 6億3,047万円 | 3,280万円    | △16億3,021万円 |
| 2015年度 | 64億5,083万円 | 56億9,025万円 | △7,349万円              | 8億 914万円  | 2億1,148万円 | △4億4,560万円  |
| 2016年度 | 68億2,125万円 | 60億 460万円  | △4,467万円              | 7億7,198万円 | △1,501万円   | △10億4,103万円 |